# Findling

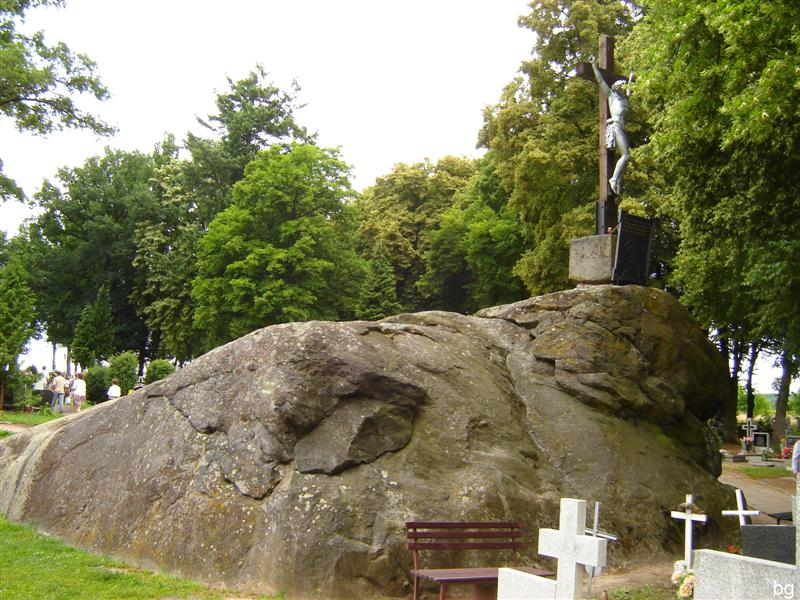
Großer Stein auf dem alten Friedhof von Tychowo (Powiat Białogardzki) in Hinterpommern, mit 3,74 m Höhe, 16,9 m Länge, 11,25 m Breite, einem Umfang von etwa 44 m und einem geschätzten Volumen von 700 m³ der drittgrößte Findling Europas

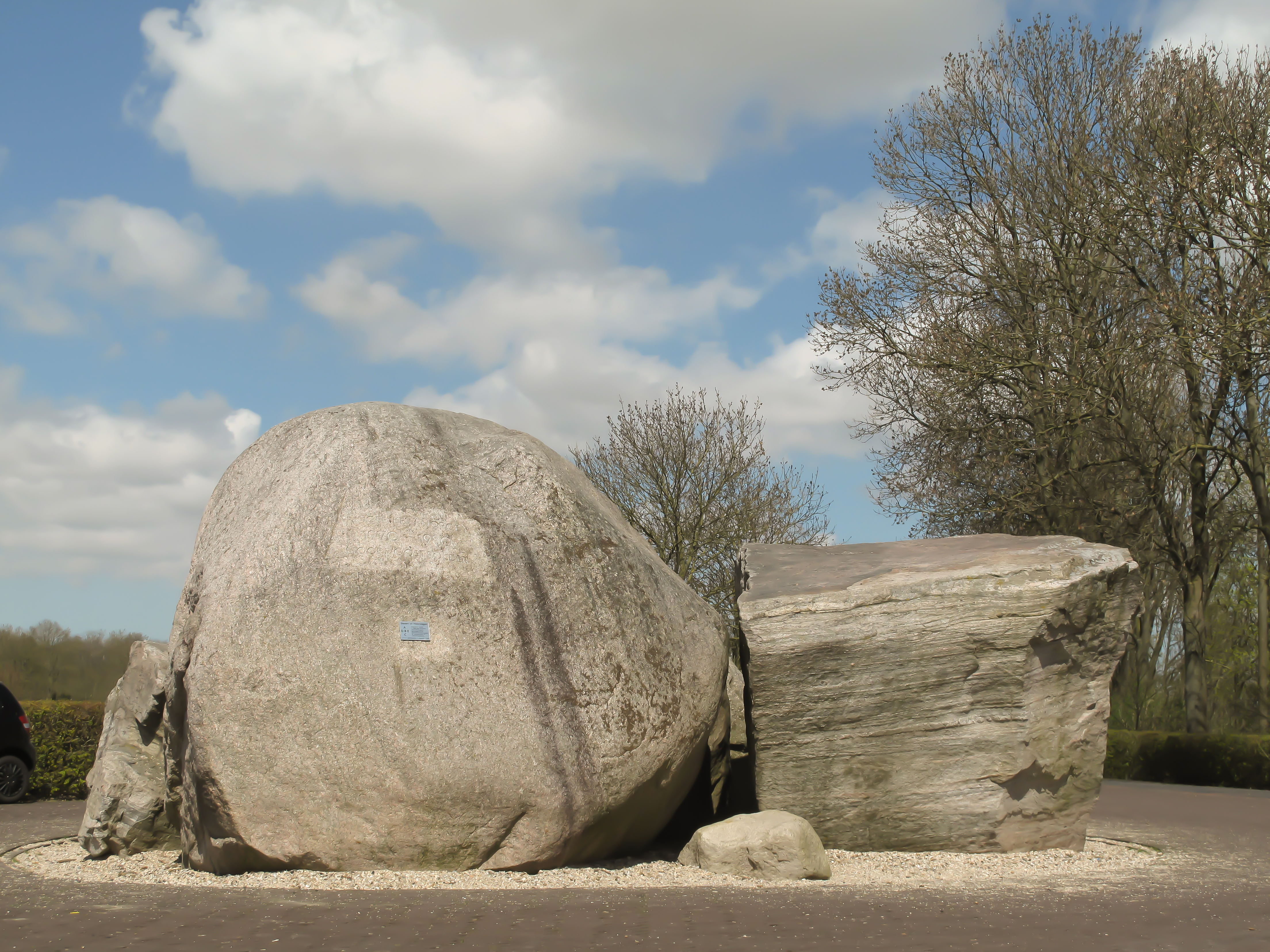
Der Findling (niederl. Zwerfsteen) von Schokland

Ein Findling ist ein meist einzeln liegender sehr großer Stein, der während der Eiszeiten durch Gletscher transportiert und an seinem heutigen Standort abgelegt wurde. Als das Eis schmolz und der Gletscher sich zurückzog, blieben solche Felsblöcke als Findlinge liegen. Findlinge sind die häufigste Form der erratischen Blöcke. Die Grenze zwischen Findlingen und den kleineren Geschieben ziehen die Geowissenschaften bei einem Volumen von einem Kubikmeter.

## Verbreitung

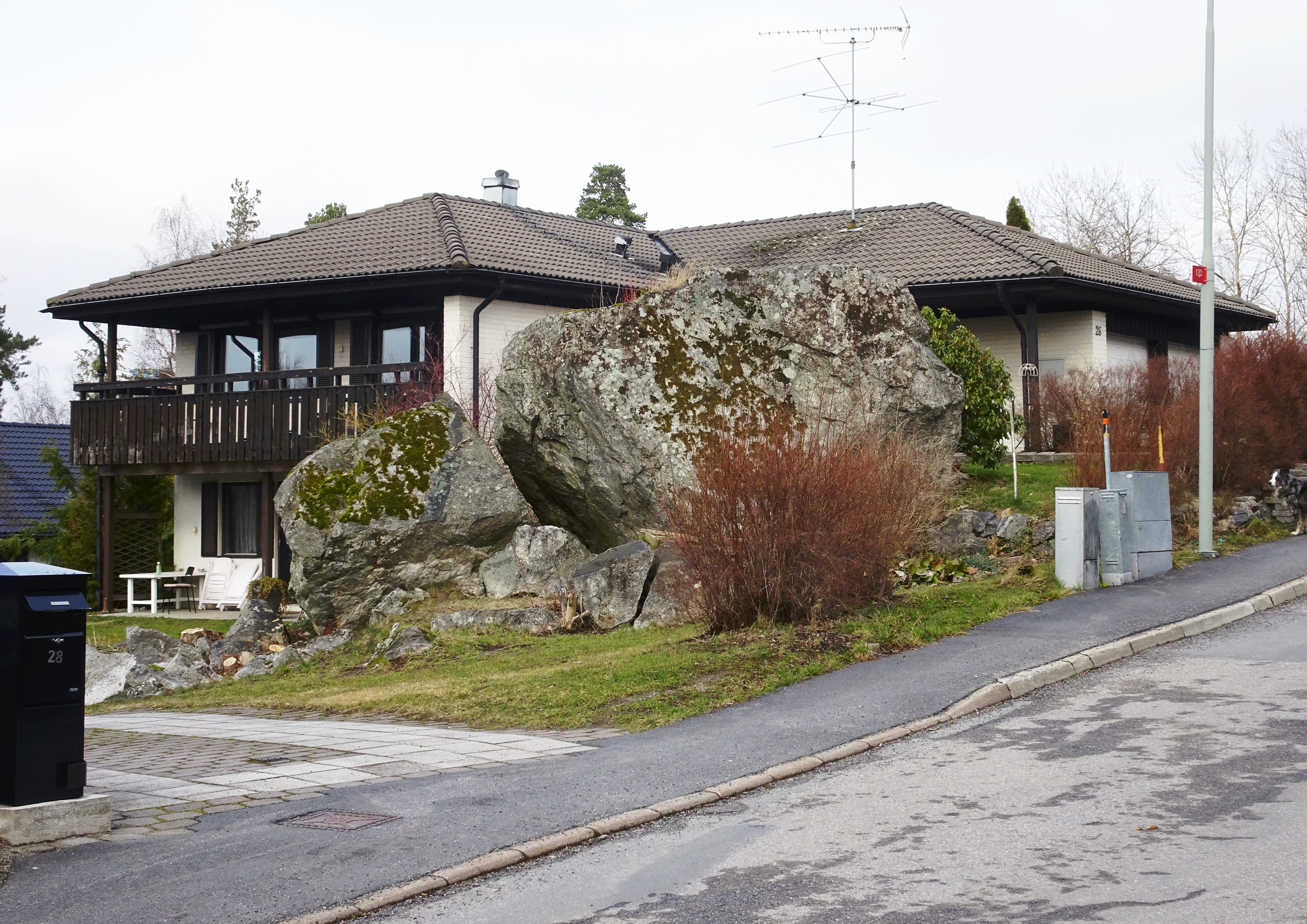
Johannesdal-Findling, Großraum Stockholm

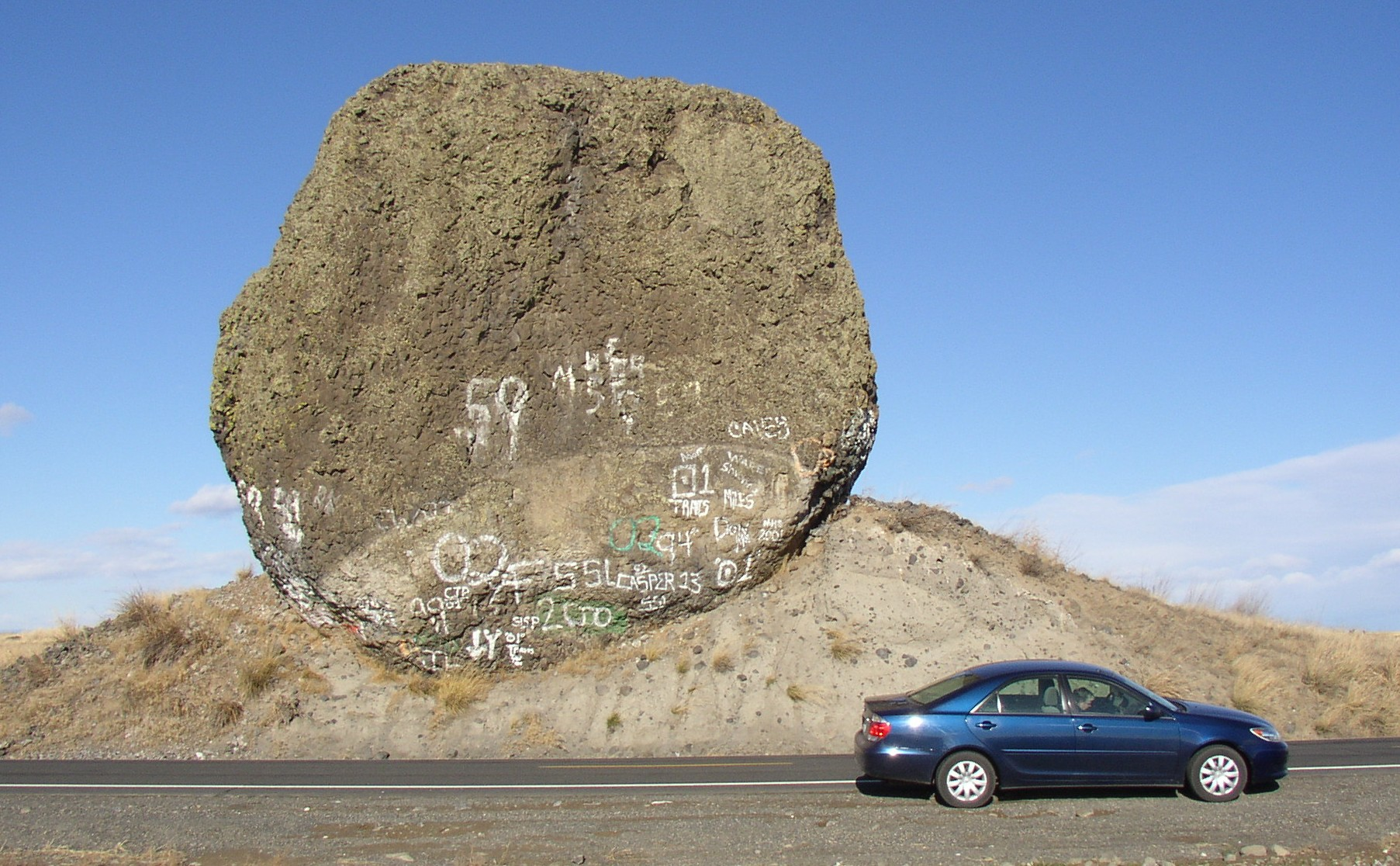
Yeager Rock im Douglas County, US-Bundesstaat Washington

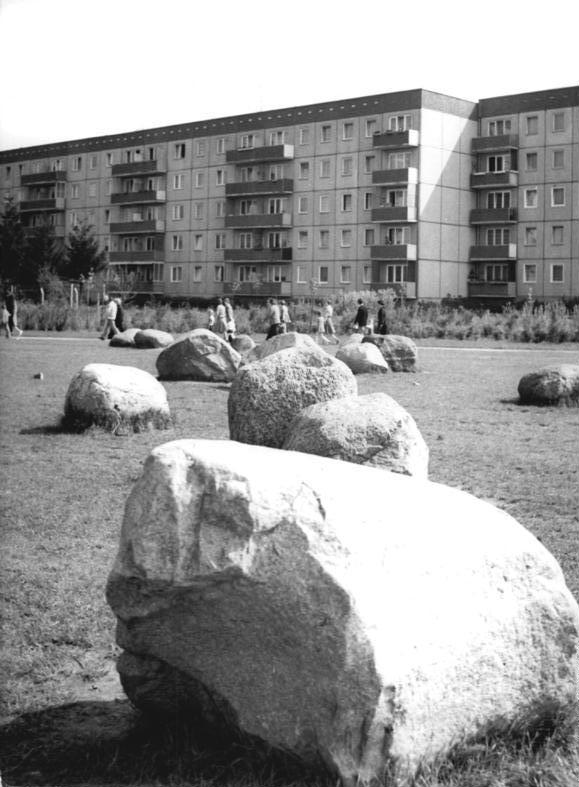
Findlinge im Stadtteil Neubrandenburg-Ost

Findlinge sind weltweit ein typisches geologisches und geomorphologisches Erkennungsmerkmal für Landschaften, die von Gletschern geformt worden sind bzw. werden. In Europa sind dies insbesondere die Skandinavische Halbinsel (einschließlich nördliches Mittel- und Westeuropa) und das Vereisungsgebiet rund um die Alpen.

## Entstehung der Findlinge
Ein Gletscher als fester Körper sortiert das durch ihn beförderte Material (Moräne) nicht. Das gilt für die Aufnahme des Gesteins (durch Abtragung oder Sturz auf den Gletscher), den Transport und die Ablagerung (Sedimentation). Die Abtragung großer Gesteinsbruchstücke geschieht entweder durch die Aufnahme bereits gelockerter Steine, wenn der Gletscher sie überfährt, oder aber durch das Anfrieren und Herausbrechen von Blöcken am Gletschergrund. Letzteres geschieht vor allem an Leehängen von Rundhöckern. Wenn Berge über die Gletscher ragen, wie etwa in den Alpen, kann auch Gestein von oben auf die Gletscher stürzen; derartige Findlinge zeigen im Allgemeinen schärfere, nicht abgerundetere Bruchkanten. Als festem Körper ist es dem Gletscher ohne weiteres möglich, Material von der minimalen Korngröße der Tonminerale bis hin zu Brocken von über zehntausend Tonnen Masse zu bewegen.
Ablagerungen, die direkt vom Eis abgesetzt werden, sind unsortiert und meist auch ungeschichtet. Im deutschsprachigen Raum hat sich dafür die Bezeichnung Geschiebemergel durchgesetzt. Der Geschiebemergel enthält zwar deutlich mehr Feinmaterial (Ton, Schluff, Sand und Kies), dennoch kommen immer wieder größere und große Steine vor.
Findlinge finden sich im skandinavischen Vereisungsgebiet meist innerhalb von Grundmoränenlandschaften, die zum Formenschatz der Glazialen Serie gehören. Sie können aber auch in anderen Elementen der Glazialen Serie auftreten, zum Beispiel als Erosionsrest in Schmelzwassersanden.
Bei großen Findlingen handelt es sich im nördlichen Mitteleuropa meist um magmatische Gesteine, wie Granit, oder um metamorphe Gesteine. Sedimentgesteine sind auf Grund ihrer geringeren Widerständigkeit deutlich seltener. Im Alpenbereich finden sich entsprechend dem Gesteinsvorkommen stärker Sedimentgesteine auf Kalkbasis, etwa der Dengelstein, aber auch sehr große granitische Findlinge, wie der Pierre des Marmettes.

## Findlinge als Problem der Wissenschaft
Im wissenschaftlichen Weltbild des 18. Jahrhunderts, das die Erdgeschichte seit der Schöpfung als weitgehend statisch betrachtete, waren Gesteine in Gebieten, aus denen sie geologisch offensichtlich nicht stammen konnten, ein Problem. Ab der Mitte des 18. Jahrhunderts beschäftigten sich Geologen intensiv mit der Frage, durch welche Kräfte die Findlinge über so weite Strecken transportiert werden konnten, zum Beispiel von Skandinavien in die Norddeutsche Tiefebene und aus den Alpen ins Alpenvorland. Sagenhafte Erklärungen, wie Riesen, die die Steine durch die Luft geschleudert hätten, wurden im Zeitalter der Aufklärung nicht mehr akzeptiert. Stattdessen wurden vulkanische Vorgänge in Betracht gezogen, die Toteislöcher wurden als Vulkankrater gedeutet. 1787 hatte zwar schon der Schweizer Politiker und Heimatkundler Bernhard Friedrich Kuhn (1762–1825) als Ursache Gletschertätigkeiten vermutet, auch der schottische Geologe James Hutton (1726–1797) hatte sich dahingehend geäußert, aber die Vorstellung von einer Vergletscherung weiter Teile Europas widersprach dem damaligen Weltbild. Daher wurde der Begriff Erratischer Block geprägt, da der Steinblock anscheinend umhergeirrt (lat. errare „umherirren, umherstreifen“) war.
Der Begriff Eiszeit war noch nicht geprägt. Eher konnte man sich vorstellen, dass die riesigen Gesteinsbrocken bei der Sintflut oder anderen Überschwemmungskatastrophen auf Eisschollen aus dem Norden an ihre heutigen Fundorte in Norddeutschland getragen worden seien. Dies gilt heute noch für die sogenannten Driftblöcke. Die Findlinge im Alpenvorland könnten ebenfalls durch große Wassermassen von den Alpengipfeln bis weit ins Vorland gelangt sein, so vermutete man. Goethe, der in dieser Zeit selbst als Geologe tätig war, beschrieb in seinem Drama Faust II die Probleme mit den Findlingen in Spottversen.
Die These, dass einstmals die Gletscher weite Teile der Alpen sowie Teile im Norden Europas überzogen hätten, wurde 1822 von Ignaz Venetz (1788–1859) aufgestellt. Gehör fand er lediglich bei Jean de Charpentier (1786–1855), dem Salinendirektor in Bex (Kanton Waadt) im Schweizer Tal der Rhone.

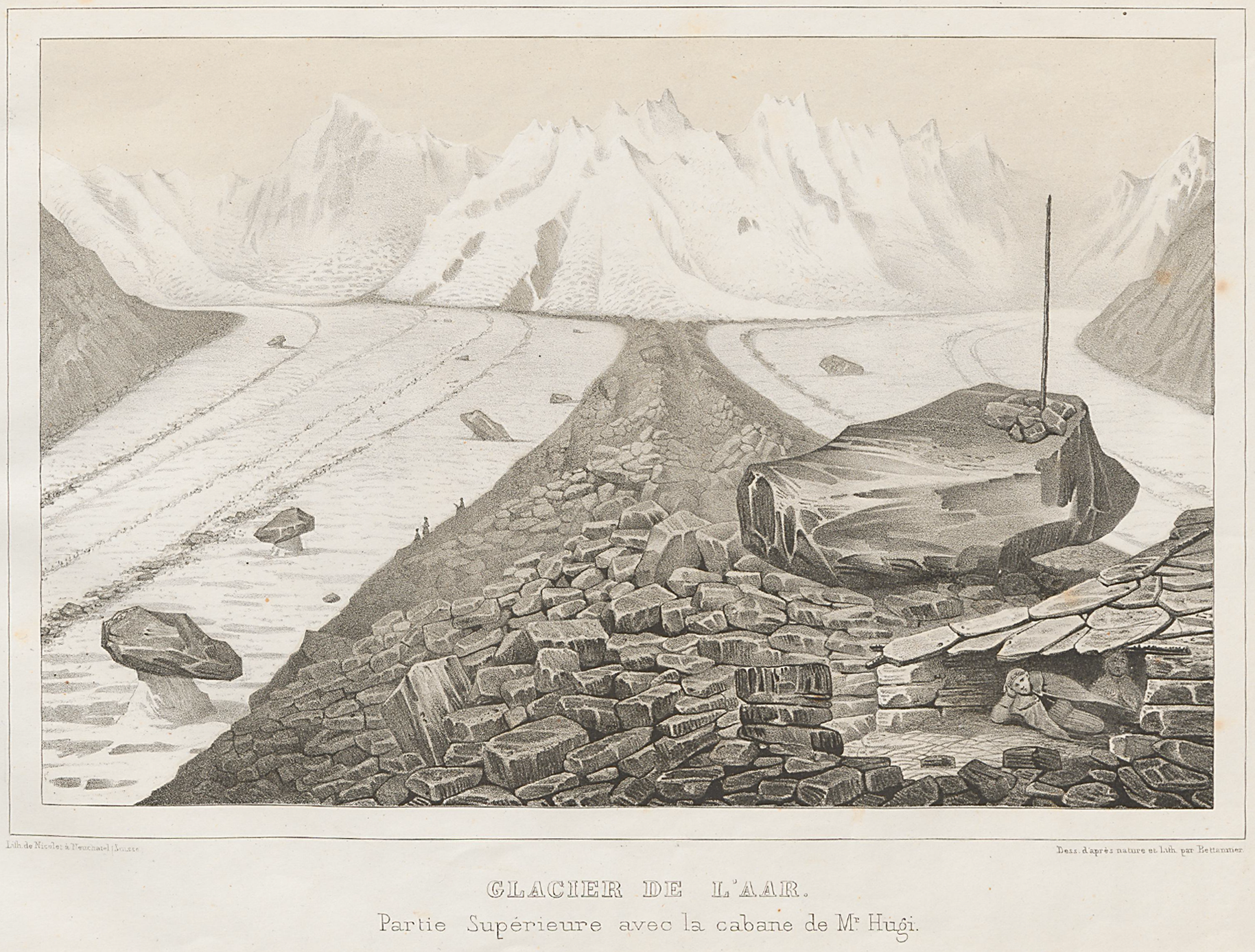
Bildtafel mit Findlingen auf dem Aargletscher, aus dem Buch «Etudes sur les Glaciers» des Schweizer Forschers Louis Agassiz, worin er die Existenz von Eiszeiten auch anhand von Findlingen im Jura erklärte

Ab dem Jahr 1835 reiste der deutsche Naturforscher, Geologe und Botaniker Karl Friedrich Schimper (1803–1867) mit Vorträgen über das Problem der Findlinge und seine Vorstellungen über einen „Weltwinter“ durch Deutschland und die Schweiz und prägte den Begriff Eiszeit. Zusammen mit Charpentier und dem Schweizer Naturforscher Louis Agassiz (1807–1873) wurde die Theorie weiterentwickelt und durch Forschungen an rezenten Gletscherlandschaften erhärtet. Das Problem des Transports der Findlinge durch das Eis der langsam fließenden Gletscher konnte als gelöst betrachtet werden. Es dauerte jedoch noch bis in die 1870er Jahre, bis sich die Theorie der Eiszeiten durchsetzte. Der Beitrag Schimpers, der keine Bücher schrieb, sondern nur mündliche Berichte oder kurze Schreiben abgegeben hatte, geriet dabei fast in Vergessenheit.
Die silikatischen Findlinge im von Kalkgestein geprägten Schweizer Mittelland und Jura sind wertvolle Lebensrauminseln für über 80 Flechtenarten, rund 30 Moosen und eine Farnart, den Nordischen Streifenfarn (Asplenium septentrionale). Diese Arten sind in der kalkreichen Umgebung selten. Hauptbedrohungen für diese Findlingsflora sind Landnutzungsänderungen und das Entfernen von Findlingen. Schutzmaßnahmen umfassen die Erhaltung natürlicher Standorte und die Sensibilisierung der Öffentlichkeit.

## Kulturhistorie

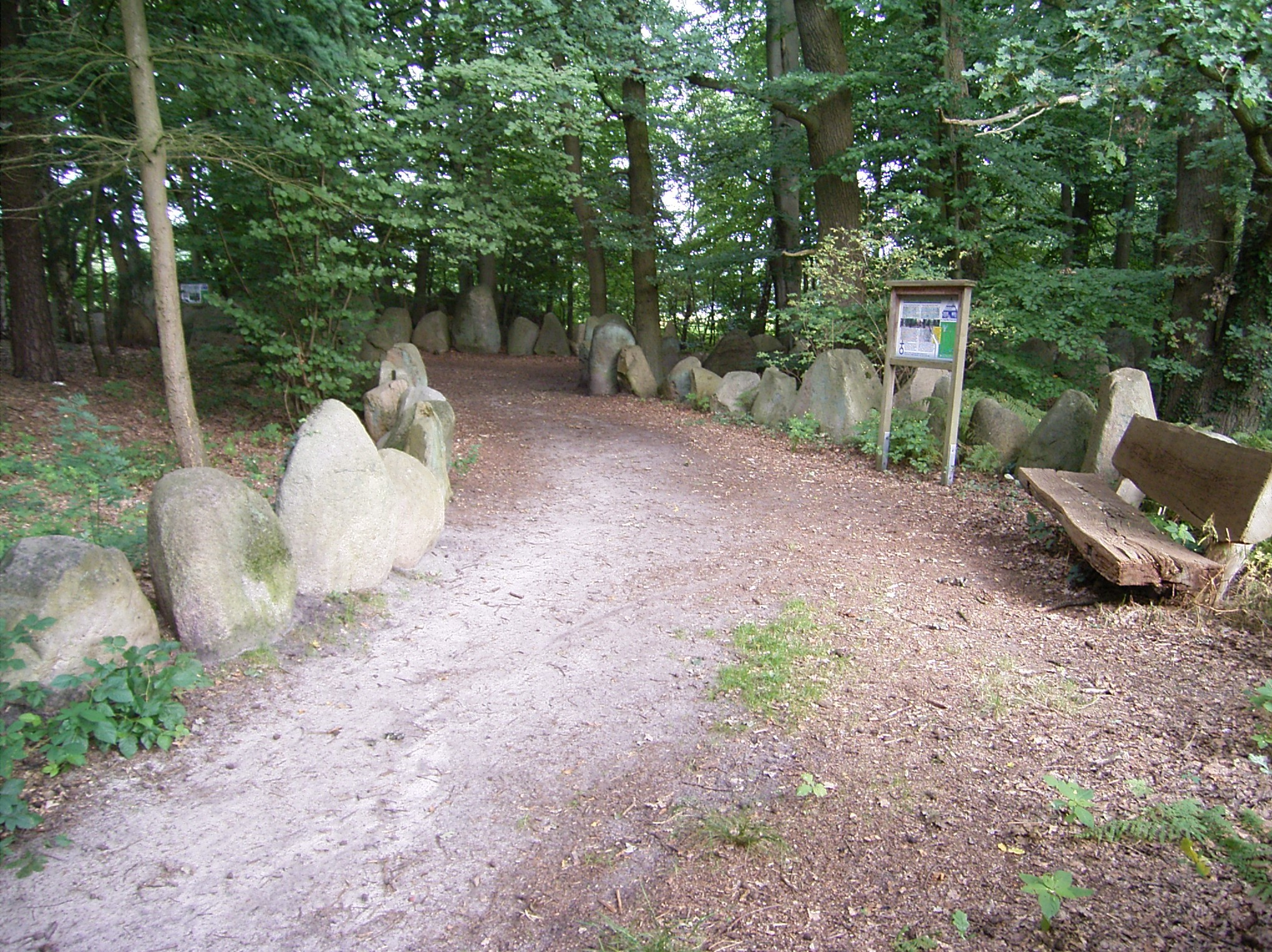
Sachsenhain

In der Jungsteinzeit wurden Findlinge in Nord-, Mittel- und Westeuropa zum Bau von Hünengräbern verwendet. Die mitteleuropäische Variante der paneuropäischen Megalithanlagen ist primär im norddeutschen Raum (Westfalen, Niedersachsen, Schleswig-Holstein, Mecklenburg-Vorpommern, Sachsen-Anhalt), aber auch in Hessen (Wartberg-Kultur), in den Niederlanden, in Polen, Dänemark und in Südskandinavien zu finden. Die unverbaut liegengelassenen, mitunter riesigen Steinblöcke tragen (teils seltsame) Eigennamen, die meistens mit Sagen und Legenden verbunden sind. Aus unbehauenen (Ulanendenkmal) und behauenen Findlingen (Lindhoopdenkmal in Kirchlinteln) wurden neben Gebäuden auch Denkmäler gebaut. Bearbeitete Findlinge wurden als Ambossstein, Dengelstein, Wiesen- oder Straßenwalze verwendet. Eine Walze von 1,2 m Durchmesser und einem Meter Breite und drei Tonnen Gewicht liegt auf dem Hof Möhr in Schneverdingen. Findlinge werden/wurden auch als Grabsteine (z. B. Hermann-Löns-Grab) gebraucht. Kleine Rollsteine (von Geröll) wurden im ländlichen Brunnenbau oder gespalten für Fundamente oder Wasserführungen eingesetzt.
Heinrich Himmler ließ 1934/36 bei Verden (Aller) 4500 Findlinge zusammentragen für eine Gedenkstätte an die beim Blutgericht von Verden von Karl dem Großen umgebrachten Sachsen, den sogenannten Sachsenhain. Dabei müssen wertvolle Grabanlagen zerstört worden sein.

## Findlinge mit mehr als 100 Tonnen Masse

### Deutschland

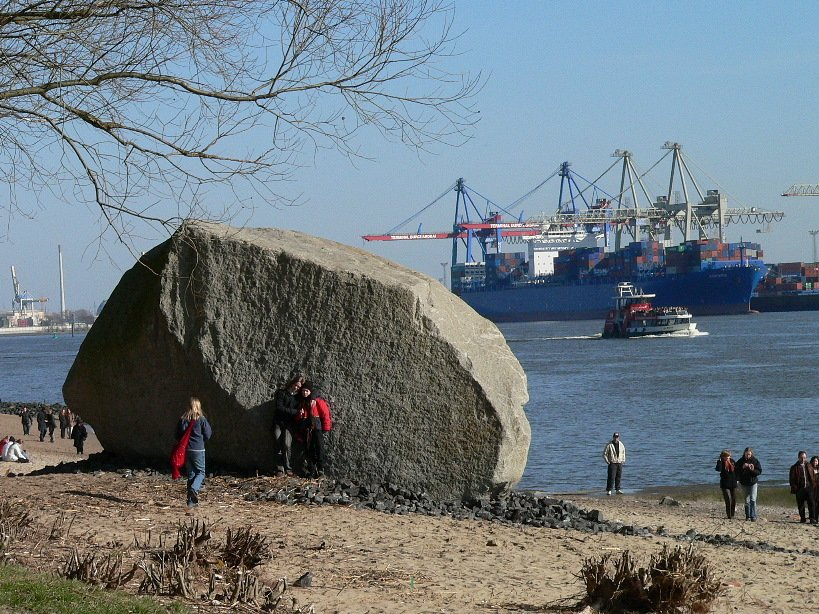
Findling Alter Schwede (217 t) an der Elbe bei Övelgönne

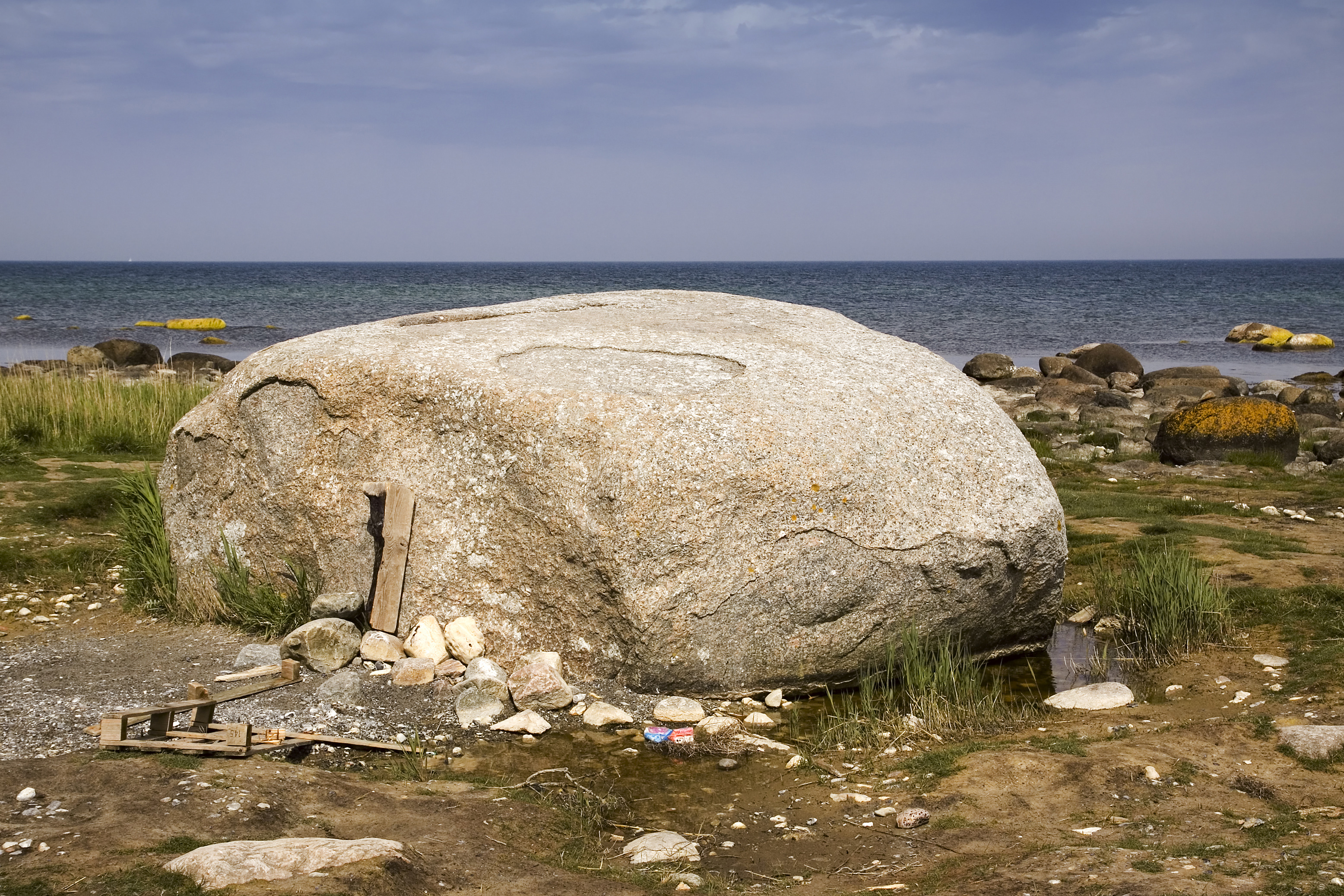
Siebenschneiderstein auf Rügen

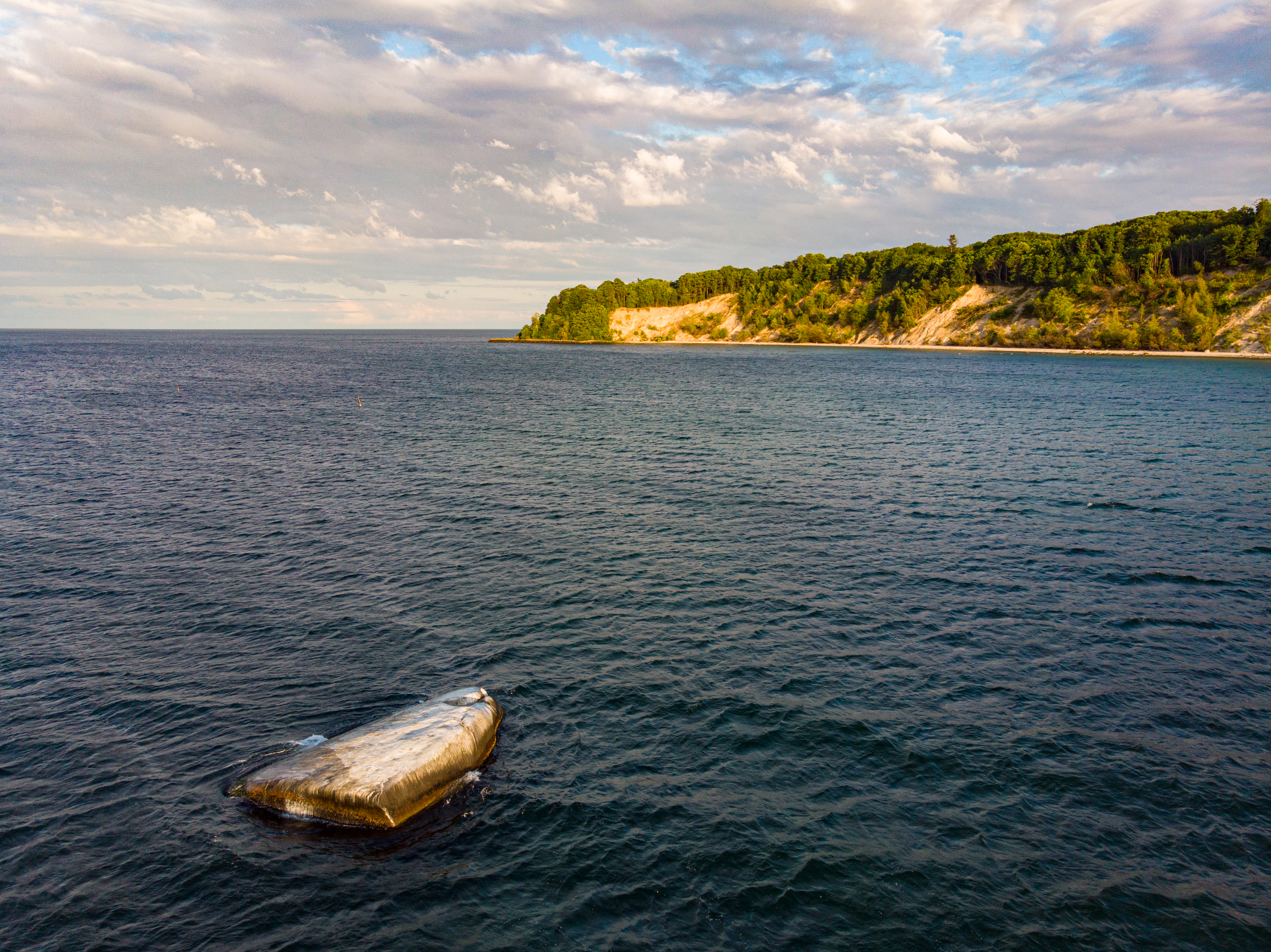
Der Buskam an der Küste von Rügen

- Der Erratische Block in der Allgäuer Marktgemeinde Weiler-Simmerberg war einer der größten Findlinge Europas, wurde aber bis ins 19. Jahrhundert hinein als Steinbruch und Materialquelle zum Kalkbrennen genutzt. Heute umfasst er noch etwa die Hälfte seines ursprünglich 4000 m³ großen Volumens.
- Der Dengelstein im Kempter Wald (Allgäu) gilt mit circa 3000 m³ Volumen und 7900 t Gewicht als einer der größten Findlinge im Iller-Vorlandgletschergebiet. In seiner Umgebung liegen mit dem Stein, dem Beilstein und dem Baltenstein weitere noch größere Findlinge, die größten Findlinge in Deutschland.[3]
- Etwa 300 m vor der Küste von Rügen bei Göhren liegt der größte Findling Norddeutschlands, der Buskam. Sein Volumen beträgt 600 m³, was einer Masse von 1600 t entspricht.
- Die Markgrafensteine in den Rauenschen Bergen bei Bad Saarow, Brandenburg. Der Große Markgrafenstein war ursprünglich der mit geschätzten 700 bis 750 Tonnen größte landliegende Findling in Norddeutschland (heute zerteilt, unter anderem für die größte Granitschale der Welt im Lustgarten in Berlin). Er war 7,8 m lang, 7,5 m breit, 7,5 m hoch bei einem Volumen von rund 250 m³. Der Kleine Markgrafenstein ist jetzt der größte Findling Brandenburgs. Beide Steine bestehen aus Karlshamn-Granit, der aus Südschweden stammt.
- Der Große Stein bei Altentreptow, Mecklenburg-Vorpommern, auf dem Klosterberg; Länge 8,2 m, Breite 6 m, Höhe 5,2 m, Volumen 153 m³, Gewicht 465 t (Granit).
- Der Große Stein von Tonnenheide (Nordrhein-Westfalen) ist 10 Meter lang, 7 Meter breit, 3 Meter hoch und hat ein Gewicht von ca. 350 Tonnen. Er kann als größter freiliegender, genau vermessener, landliegender Findling Norddeutschlands gelten.
- Giebichenstein (330 t) bei Stöckse, Niedersachsen.
- Der Große Stein bei Nardevitz (281 t) auf Rügen (einst dreimal so groß; aus ihm wurden Mitte des 19. Jahrhunderts die sogenannten Preußensäulen und Bauteile für den Ernst-Moritz-Arndt-Turm auf dem Rugard bei Bergen auf Rügen geschlagen)
- Der Kobbelner Stein (256 t) bei Kobbeln in Neuzelle, Brandenburg
- Der Gedenkstein zur Gründung Heiligendamms (220 t), 1843 mit Inschrift versehen und am Kurhaus Heiligendamm aufgestellt
- Der Alte Schwede bei Övelgönne, Hamburg; er hat einen Umfang von 19,7 m bei einer Höhe von 4,5 m (217 t) und ist als elster-kaltzeitliches Geschiebe der älteste Großfindling Deutschlands. Er wurde 1999 bei Baggerarbeiten in der Elbe gefunden und am Elbufer aufgestellt.[4]
- Der Düvelstein von Großkönigsförde (Gemeinde Lindau), Schleswig-Holstein (ca. 200 t)
- Siebenschneiderstein (165 t) am Gellort auf Rügen, Mecklenburg-Vorpommern
- Der Schwanenstein (162 t) von Lohme (Rügen), er gilt als einer der schönsten Findlinge
- Der Wandhoff-Findling (126 t) liegt im Findlingsgarten von Kreuzfeld bei Malente-Gremsmühlen.
- Uskam (Klein Helgoland) (110 t) an der nördlichen Strandpromenade von Sassnitz (Rügen)
- Die Johannissteine in Lage; Der größte Findling ist 6,2 m lang, 5,5 m breit und wiegt etwa 104 Tonnen.
- Koloss von Hüven (102 t) wurde 2020 auf einem Acker entdeckt und in der Ortsmitte von Hüven aufgestellt.
- Großer Stein in Ventschau (100 t), Landkreis Lüneburg, wurde vor etwa 150.000 Jahren während der Saale-Eiszeit hierher befördert

### Dänemark (Vandreblok)

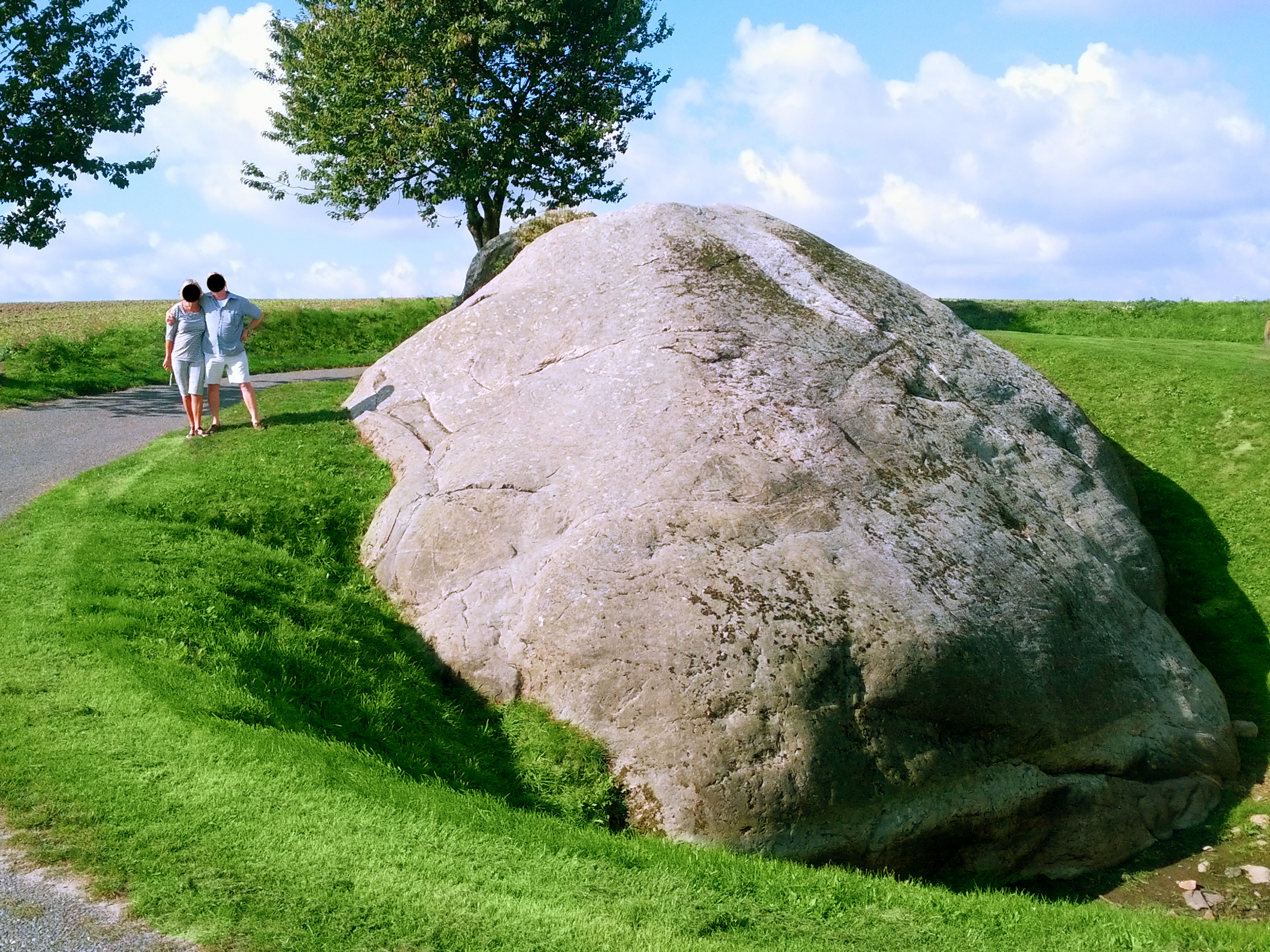
Dammestenen, der größte Findling Dänemarks

- Barsten (oder Dybbølstenen), Dybbøl, 130 t
- Dammestenen oder Hesselagerstenen auf Fünen, der größte Findling Dänemarks; 370 m³ und 1000 t
- Dyrestenen, Seeland
- Hamborggårdstenen in Jütland
- Høvængestenen, Lolland
- Hvissingestenen, Seeland
- Janum Kjøt, auf Jütland
- Mørupstenen, Snejbjerg
- Orestenen im Tybjerg Skov
- Rokkestenen, Bornholm
- Tirslundstenen, Brørup
- Sjælland (Seeland) und Skåne (Schonen) wurden zwei Findlinge genannt, die beim Bau der Verbindung zwischen Dänemark und Schweden vom Meeresgrund geholt und am Strand der künstlichen Insel Peberholm aufgestellt wurden. Sie wiegen 105 t bzw. 75 t.
- Skæringstenen in Jütland, 86 t

### Schweiz

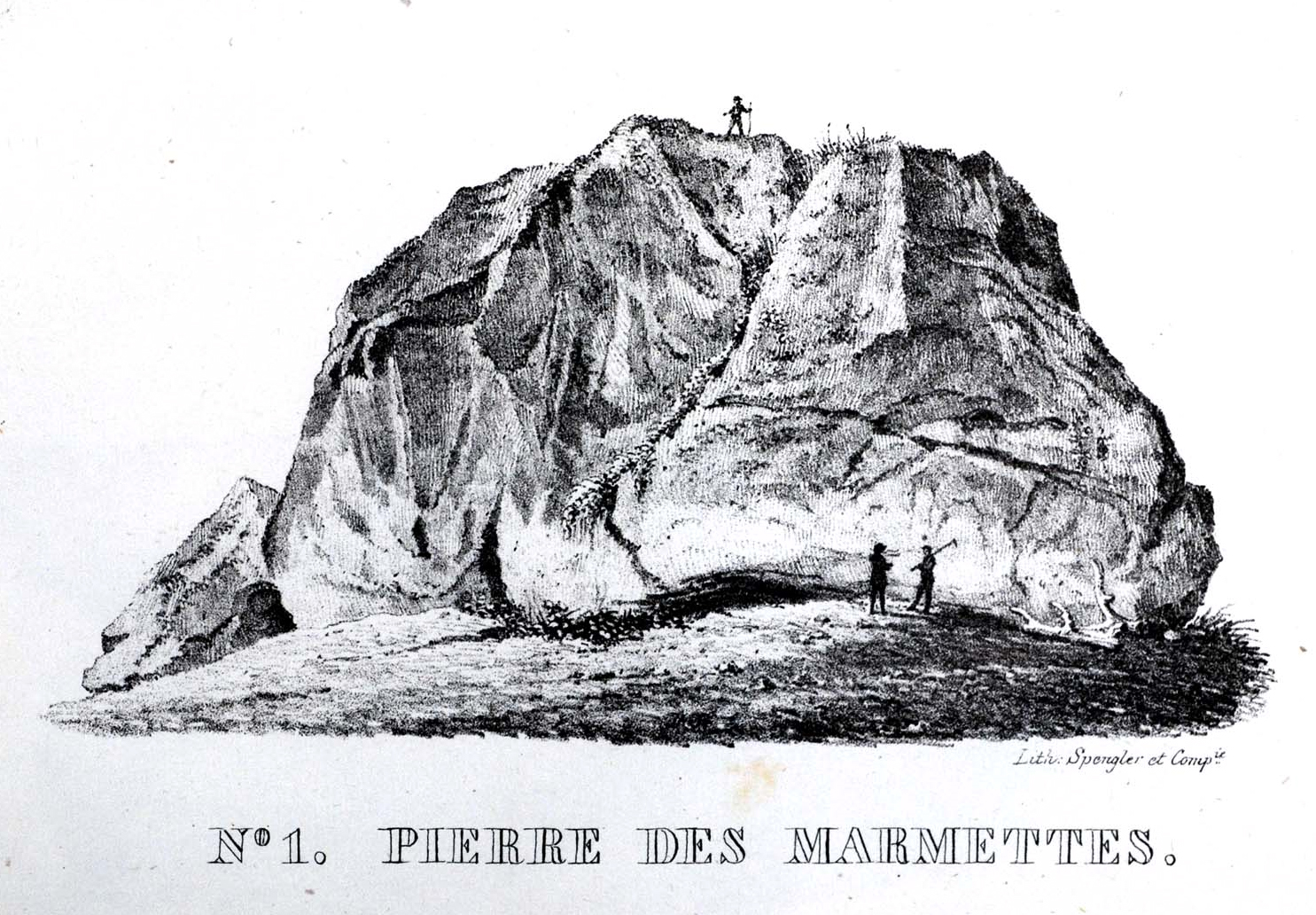
Darstellung des Findlings Pierre des Marmettes von Johann von Charpentier (1841)

- Die 1697 m³ messende Grossi Flue (Große Fluh) in Steinhof, Kanton Solothurn, besteht aus „Arkesingranit“ (? Granodiorit) und wurde vom Rhonegletscher aus den Walliser Alpen an seine heutige Position verfrachtet.[5]
- Der ca. 1600 m³ große Pierre des Marmettes bei Monthey, Kanton Wallis
- Der rund 1000 m³ große Pflugstein in Herrliberg, Kanton Zürich
- Der 175 m³ Agassiz-Stein wurde vermutlich ebenfalls durch den Rhonegletscher aus der Gegend des Mattertals zum Mont Vully im Kanton Freiburg verfrachtet.
- Der Erdmannlistein zwischen Wohlen und Bremgarten
- Die beiden Pierre du Niton im Genfer Hafenbecken; der größere von ihnen ist als Repère Pierre du Niton seit Mitte des 19. Jahrhunderts der Referenzpunkt der Schweizer Landvermessung.
- Der Druidenstein oberhalb Morschach im Kanton Schwyz
- Der Grosse Römerstein bei Lenzburg, ein Findling auf einer Endmoräne des Reussgletschers, hat ein Volumen von etwa 120 m³.
- Oberhalb der Stadt Neuenburg liegt der mächtige aus dem Wallis stammende Pierrabot.

### Schweden

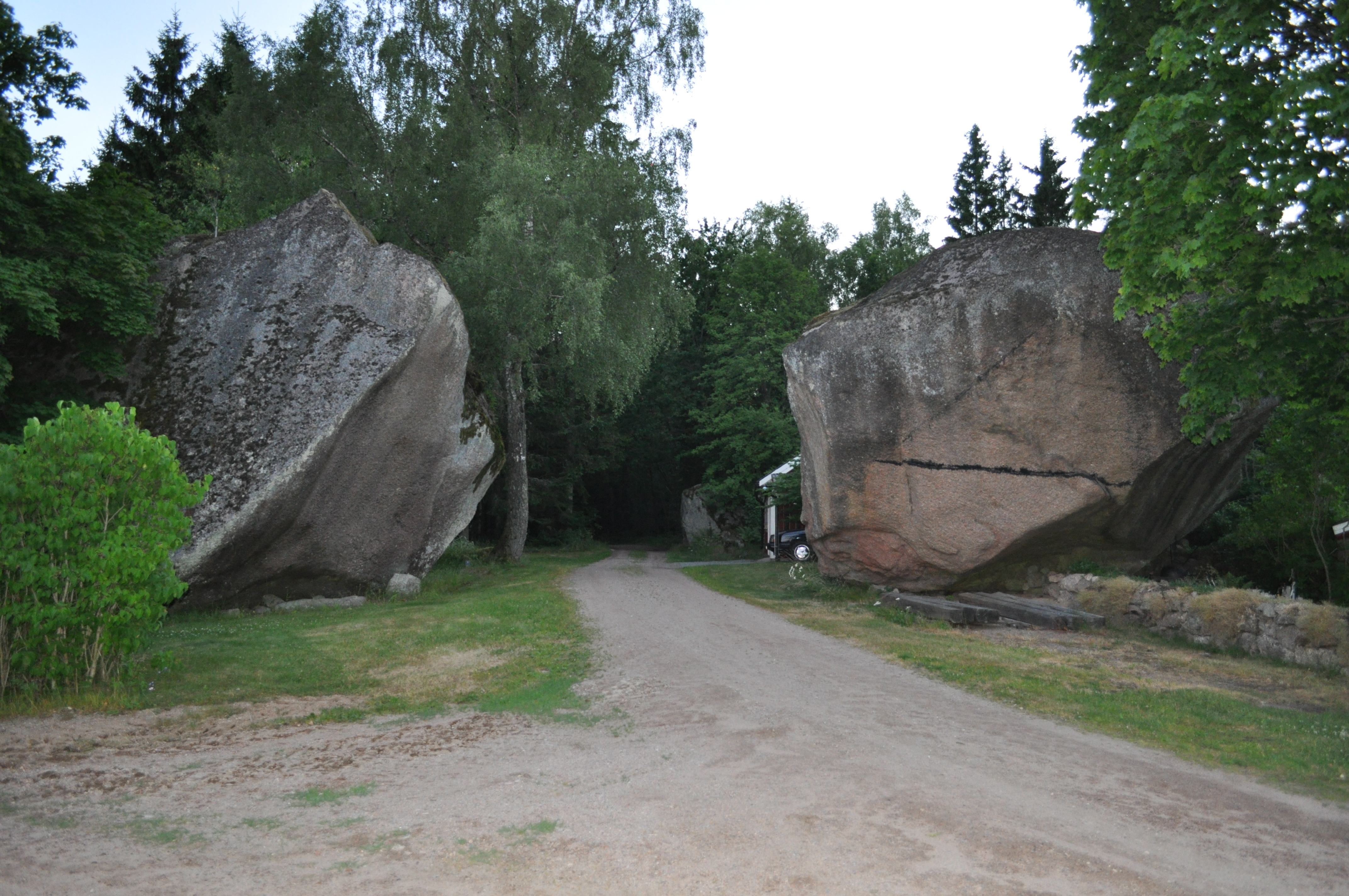
Findling von Karlskrona

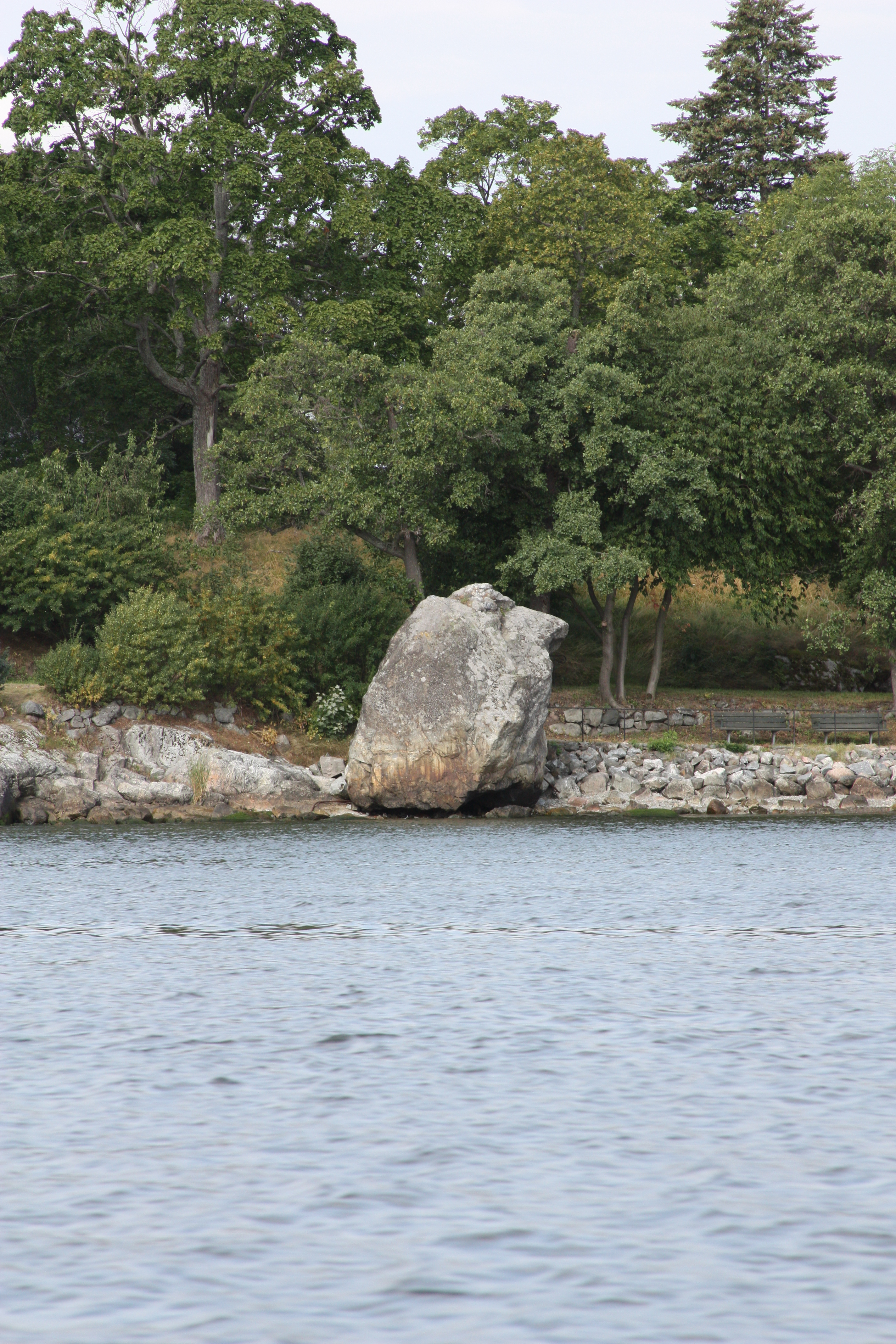
Blockhusuddens Flyttblock

- Der Blockhusuddens Flyttblock (auch Blockhusuddsblocket) ist ein Findling, der am Ufer der Ostsee auf der Halbinsel Blockhusudden im Osten von Djurgården, einem Stadtteil von Stockholm liegt.
- Der Findling Gustav III. (schwed. Gustav III:s flyttblock) ist ein Findling im Hagaparken in Solna nördlich von Stockholm in der Provinz Stockholms län.
- Der Klövasten von Glemminge misst etwa 14 × 9 Meter und ist 3 Meter hoch.
- Der Runkesten bei Vimmerby ist ein etwa vier Meter breiter, zehn Meter langer und fünf Meter hoher Findling. Er gilt als einer der weltweit größten Wackelsteine, der sich allein durch menschliche Kraft fünf bis zehn Zentimeter hin- und herschaukeln lässt.[6][7]
- der etwa 5,0 m hohe Bastustainen ist der größte Findling auf Gotland.

### Finnland

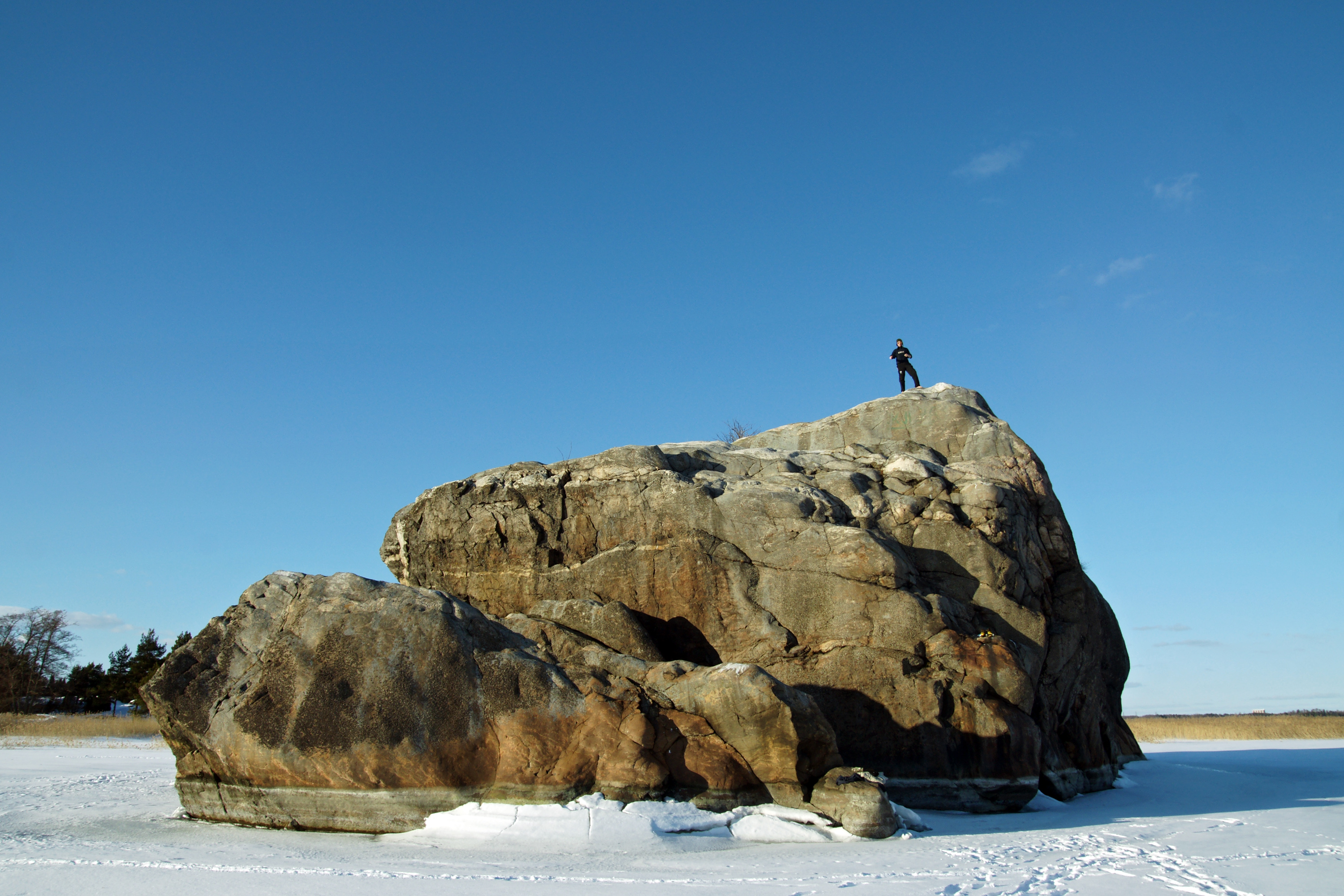
Kukkarokivi in Finnland

Die Siirtolohkare oder hiidenkivi genannten Findlinge Finnlands sind seltener. Finnlands größter, der Kukkarokivi, liegt nördlich in Ruissalo bei Turku. Ein anderer ist der Emovaha. Ein weiterer großer Findling wurde während des Baus eines Kraftwerks in Kontiolahti, Nordkarelien gefunden.

### Baltikum

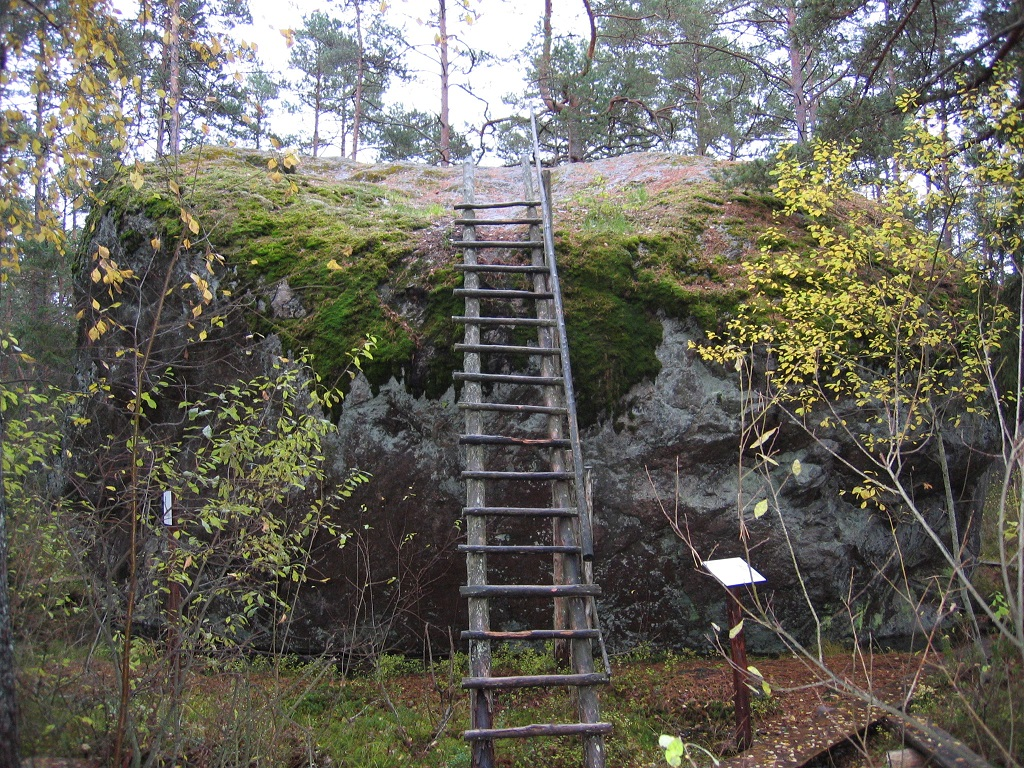
Majakivi, Estland

- Der Ehalkivi genannte Findling in Estland mit 930 m³ Rauminhalt und 49,6 m Umfang.[8]
- Der Matsekivi in Estland hat etwa 7,0 m Höhe.
- Der Majakivi (siehe Bild) in Estland ist mit 584 m³ Rauminhalt, etwa 7,0 m Höhe und 40,9 m Umfang der drittgrößte des Landes.
- Der Puntukas in Litauen wiegt 265 t und ist der zweitgrößte im Land. Auf ihm befinden sich die Basreliefs zweier berühmter Piloten, Darius und Girėnas, die 1933 den Atlantik in ihrem Flugzeug „Lituanica“ überquerten, kurz vor dem Ziel aber tödlich verunglückten.

### Sonstige

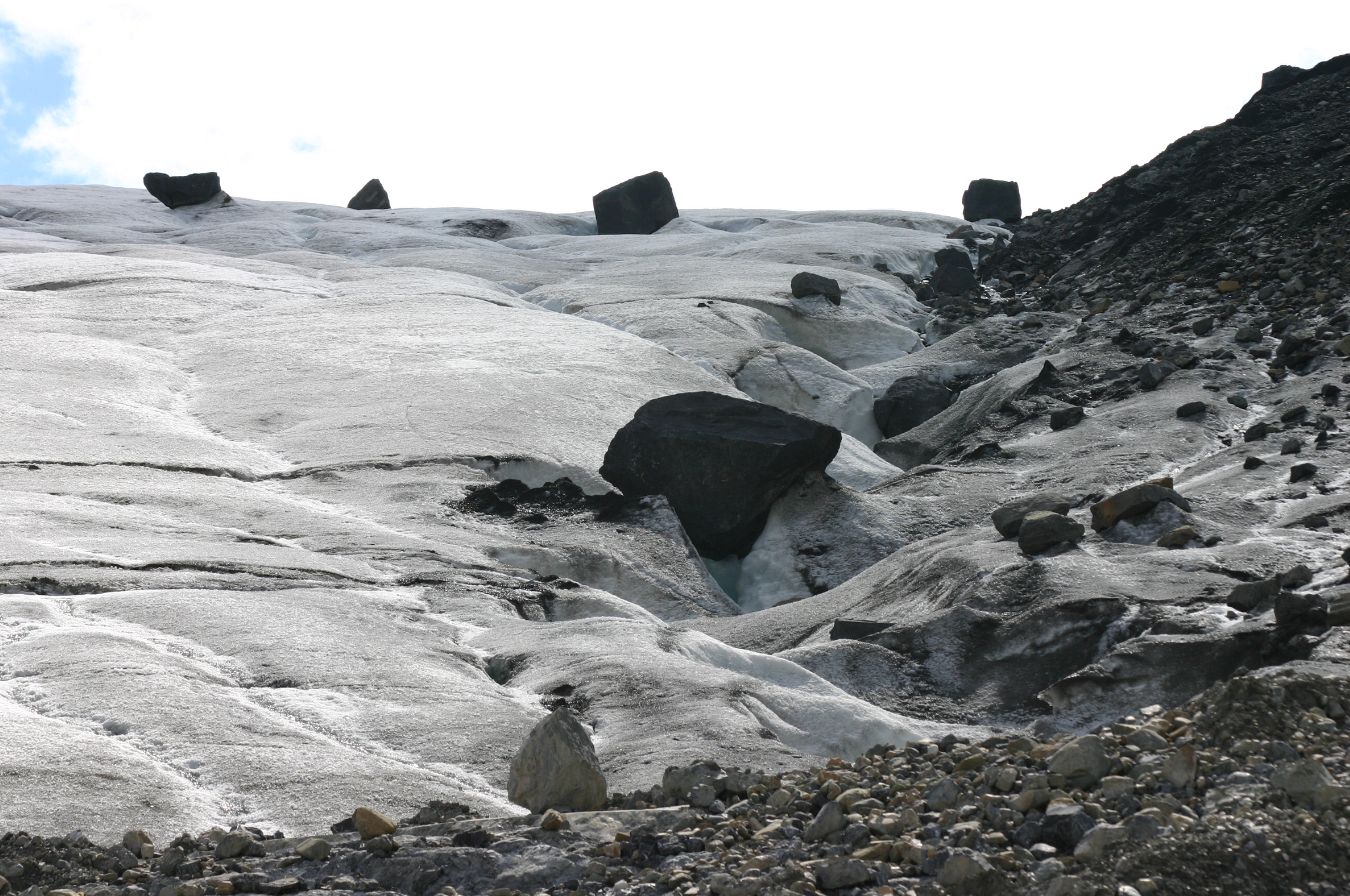
Transport von zukünftigen Findlingen auf dem Athabasca-Gletscher, Kanada

- Der Big Rock in der kanadischen Provinz Alberta nahe der Stadt Okotoks gilt mit 15.000 Tonnen Gewicht, 41 Meter Länge, 18 Meter Breite und 9 Meter Höhe als einer der größten bekannten Findlinge der Welt.
- Der Findling am Monte Cimino bei Soriano nel Cimino, Provinz Viterbo (Italien), ist vulkanischen Ursprungs. Dieser Stein wurde bereits von Plinius beschrieben, denn der mehrere Tonnen wiegende Findling lässt sich bewegen, das heißt, er hält sich mit der Auflagefläche in der Waage.
- Der Große Stein auf dem Friedhof in Groß-Tychow in Hinterpommern. Er war vormals der größte Findling Norddeutschlands und wird heute als der größte Felsblock Polens und der drittgrößte Europas gerühmt: ein Felsblock von 3,74 m Höhe, 16,9 m Länge und 11,25 m Breite, bei einem Umfang von etwa 44 m und einem geschätzten Rauminhalt von 700 m³.
- Der Zwerfsteen von Rottum bei Heerenveen, in der niederländischen Provinz Friesland ist der größte der Niederlande. Es gibt mehrere Findlinge in den Niederlanden (z. B. Amersfoort, Beetsterzwaag, Emmerschans, Grolloo, Lonneker und Schokland).
- Der vermutlich größte Findling der Welt wird Skipheller genannt. Der 30 m hohe, 65.000 Tonnen schwere und 25.000 Kubikmeter umfassende Findling befindet sich bei Odda in Westnorwegen.

## Rechtslage

### Deutschland
Alle in Deutschland gefundenen Findlinge mit einem gewissen Durchmesser, die ab dieser Größe als schützenswert gelten (z. B. zwei Meter für Niedersachsen), unterliegen nach den Naturschutzgesetzen der Bundesländer einer Meldepflicht. So schreibt z. B. das baden-württembergische Naturschutzgesetz in § 71(2) vor, dass der Fund „bisher unbekannter Naturgebilde, insbesondere größerer Findlinge oder Höhlen, unverzüglich der Naturschutzbehörde unmittelbar oder über die Gemeinde anzuzeigen und diese so lange in dem bisherigen Zustand zu belassen sind, bis die Naturschutzbehörde umgehend die notwendigen Schutzmaßnahmen getroffen oder den Fund freigegeben hat“. Werden Findlinge nicht gemeldet, droht ein Bußgeld bis in fünfstellige Höhe.
In Berlin-Kreuzberg werden Findlinge als Maßnahmen defensiver Architektur genutzt, um Autos am Parken zu hindern. In Düsseldorf wurden Findlinge genutzt, um Obdachlose am Aufenthalt an öffentlichen Plätzen zu hindern.

### Schweiz
In den meisten Kantonen des Schweizer Mittellands und Juras gelten Findlinge als «schützenswerte» oder «geschützte» Objekte. Einige Kantone haben Geotop-Inventare, die grosse Findlinge einschliessen. Terrainveränderungen bedürfen einer Bewilligung (RPG 1979), einschliesslich des Entfernens, Verschiebens oder Zerstörens von Findlingen. Findlinge mit Arten aus den Roten Listen gefährdeter Arten sind gemäß Artikel 18 NHG schützenswert. Allerdings fehlen explizite Schutzstatus für viele Flechten und Moose. Findlinge und ihre Flora werden als biologisch vielfältige Naturdenkmäler betrachtet, deren Erhalt und Pflege gefördert werden sollten (Art. 1 NHG, Art. 18 NHG).